# 伽倻与古代日本的关系
大和时代日本和伽倻隔朝鲜海峡正对，从史前时代开始就有非常密切的商贸及外交关系，一直持续到562年伽倻被新罗吞并为止。
直到最近日本史学家还认为日语中称作任那（Mimaya）的伽倻大部分时期都由日本控制，是日本的海外殖民地。这一理论1970年代后已基本被驳倒，但它仍是今日日本与朝鲜半岛关系中一个敏感而重要的话题。

## 伽倻与日本
300 BC农业和冶金从后来成为伽倻的朝鲜半岛传入日本，使狩猎采集绳纹时代过渡到弥生时代。不清楚这种转变是因为亚洲大陆群体的成规模入侵，还是因为日本群岛的原住民发生工具革新造成的。随着弥生时代日本各国逐渐统一，伽倻最早与日本建立了外交关系，到250年左右古坟时代开始时，伽倻仍是与日本关系最密切的国家。日本许多遗址都可追溯到弥生时代及古坟时代，证明了这些接触，其中一个遗址的文物有70%来自伽倻。

### 商业与移民
伽倻和日本间存在繁荣的双边贸易。伽倻向日本出口陶器、马具、铁制品，日本向伽倻出口的主要是青铜器和丝鱼川市出产的玉。伽倻在大部分时间段里都垄断了日本和中国及朝鲜其他地区的主要贸易路线，是日本和其他亚洲国家间的重要中介。
由于靠近中国，伽倻在政治和科技上也领先于日本，在日本的国家发展中起着重要作用。伽倻人大规模移居日本主要是为躲避伽倻和邻国间的战争，这使日本能自己生产一些以前需要进口的产品。日本须惠器陶器风格和第一批铁器就是由伽倻移民创立的，伽倻的士兵和官员也被日本政府广泛雇用。

### 军事联盟
399年，日本与伽倻、百济结为军事同盟，以对抗日益强大的高句丽和新罗，那时起日本经常派驻军队保护伽倻的领土主权，可能是为了换取铁等物资。414年立的好太王碑记录一次日本远征伽倻战败。日本雇佣兵也得到在朝鲜半岛服役的许可，5世纪末开始在伽倻和百济出现日本特色的钥匙孔状坟墓，应是埋葬在朝鲜半岛战死者而建。当伽倻联盟在邻国的压力下分崩离析时，阿罗伽倻甚至在540年与日本组成了一个联合军团，里面都是日本军官。
554年，日本在关山塞战役中与伽倻和百济共同作战。该同盟被新罗击败后不久，伽倻便在562年被新罗征服。这之前百济已经打破了伽倻对日本贸易的垄断，并取代伽倻成为日本对外贸易和亚洲大陆文化输入的最重要渠道。

## “任那”之争
日本古籍《日本书纪》称神功皇后在朝鲜半岛上曾率领过远征，打败了伽倻、百济、新罗联军，将伽倻（日语称为任那）变为日本行政机构控制的殖民地，称作“任那日本府”。按日本史学家的计算，这一事件大约发生于249年或369年，日本对任那的统治则一直持续到562年。学界一直有怀疑这一事件真实性的声音，但在日本和西方国家，日本在这段时期的朝鲜半岛上有过一个名叫任那的殖民地被接受为史实。1910至1945年的朝鲜日治时期，该理论在日本非常流行，成为占领朝鲜的历史依据。1945年之后，这一理论仍有影响力，包括George Sansom、John Whitney Hall与埃德温·赖肖尔等西方知名日本学家的著作。
除《日本书纪》外，当时还被用于证明日本政府伽倻/任那的证据有：韩国遗址中出土的同时期日本武器及盔甲、好太王碑上“证实”日本军队占领了伽倻的铭文以及从刘宋获得的承认日本控制了韩国南部的称号。然而今天，韩国出土的日本文物被视作是日本军队应伽倻和百济请求而派遣的证据，好太王碑铭文夸大其词，刘宋给予的称号很可能也只是纯粹的象征。史学家也对《日本书纪》对事件描述的历史可靠性提出了质疑：神功皇后据称成功入侵朝鲜之时，日本在技术上要远远落后于伽倻，而且政治上也尚未统一。
1963年，朝鲜史学家金石亨第一个质疑日本曾在韩国南部拥有殖民地。他提出所谓“分支国理论”，称“任那”根本就不在朝鲜半岛，而是日本岛上位于今日冈山县的一个伽倻移民定居点，最终成为邪马台的一部分。虽然他的理论在朝鲜以外没有得到广泛接受，但也确实刺激了其他史学家在这个领域的进一步研究。井上英夫是第一位提出替代日本殖民理论的日本史学家，在1972年出版的一部书中认为，任那实际上是生活在朝鲜半岛的日本移民的一个小型自治定居点，尽管这一理论同样没能得到广泛支持。
今日在朝韩和日本史学界占主导地位的理论是“外交委派理论”，最早由生田雅之在1974年提出，认为《日本书纪》中记载的“任那日本府”实际上起着类似日本大使馆的作用，处理伽倻独立国家和日本之间的外交关系。
Rurarz共描述了关于任那的五种主要理论，第一种是末松提出的。第二种是朝鲜学者金鋤磬和金石亨提出的，他们认为任那是一个来自朝鲜半岛（可能属于伽倻）的政治实体，在日本群岛上由一个殖民地，大约在今日大分县大山町附近，因此Nihongi应被理解为只指日本群岛，神功皇后的征服针对的是日本某地的移民，而非朝鲜半岛。:p. 108–109这也与所谓骑马民族征服论有关，该理论认为来自朝鲜半岛的骑马民族成功入侵了日本，并在此过程中把马引进了日本。第三种理论是日本学者井上英夫提出的，认为古代倭人早在新石器时代就已在朝鲜半岛某处定居，任那是这个群体的一块飞地。第四个理论是韩国学者田观夫，他认为征服等时间反映的是与邪马台结盟的百济的历史，百济统治者在7世纪亡国后逃往日本。任那指与伽倻敌对的百济，或百济某个不知名属国。第五种理论Rurarz描述是“最近年轻的日韩学者们妥协出的版本”，认为从未有过如此一个任那国，任那这个词指那个时代活跃在朝鲜半岛的日本外交使节。
据韩龙宇所述，邪马台可能在伽倻设立了一个办事处，以便向日本出口铁器。任那是一个外交使团，神功皇后的征服实为为建立该使团筹划好的一出戏。:p. 112
2010年，由日韩政府支持的联合研究小组宣布，伽倻从未被古代日本军事殖民过，但日本人则是6世纪就开始活动了。《朝鲜日报》认为这一声明是两国外交关系的转折点。

### 作为国际问题的“任那”争议
学者马克·彼得森说：“今日，没有什么能比用‘任那’称呼韩国历史上一个王国更能冒犯韩国人的民族主义意识、复活日本残暴侵略者形象的了——它已经成了几个世纪以来日本在韩国种种暴行的象征之一。”
史学家们关于任那地位的争论并没有成为韩国与其邻国之间紧张关系的根源，直到1982年日本历史教科书争议，将日本人看待其历史的方式推到了聚光灯下。这场危机的起因是，有人指控日本教育部一直在潜移默化地更改小学历史教科书中描述日本海外征服的用词，从“入侵”改为更无害的“行进”等。争议还扩展到其他问题，比如教科书仍在讨论古代日本对任那的征服与统治。韩国政府对这些教科书提出了正式抗议，谴责它们对任那的描述是“歪曲和冒犯”，最终日本同意在两年内检查这些书是否有错误。
那时开始，任那问题一直是韩国国际关系中一个反复出现的问题。比尔·盖茨1997年回忆说，微软Encarta韩文版的发布就提到了日本对任那的统治，在韩国引发了大规模抗议，一家大报社呼吁抵制微软产品。
2001年4月，日本政府批准在学校使用由新历史教科书编纂会编写的历史教科书，其中日本殖民任那相关部分的大意未有改动，再次引发了争议。韩国在接下来一个月里发布了措辞强烈的抗议，日本以“对教科书的投诉应在审批过程中提出，而非审批之后提出”为由回绝了。虽然这教科书没被学校广泛采用，但一年后重新得到认证时，日本政府称是“考虑到目前日韩历史关系的学术观点”，还是要求删除了有关任那的内容。
此后不久，在中国科学院东北边疆历史与现状系列研究工程争议中，韩国政府也对中华人民共和国外交部网站上发布的朝韩历史梗概中，称古代日本曾控制朝鲜半岛南部的内容做出了愤怒的反应。中国的回应是删除了对1945年之前的全部朝韩历史部分。